# James Joseph Mallon
James 'Jimmy' Joseph Mallon (* 24. Dezember 1874 in Chorlton bei Manchester; 12. April 1961) war ein britischer Sozialreformer und politischer Aktivist.

## Leben und Tätigkeit
Nach dem Schulbesuch wurde Mallon zunächst Juwelierlehrling. Zu dieser Zeit schloss er sich der Gewerkschaft der Einzelhandelsgehilfen (Shop Assistants' Union) an, in deren Exekutivausschuss er 1905 ein Jahr lang saß. Danach studierte er an der Victoria University of Manchester.
1903 schloss Mallon sich der Independent Labour Party an. Zudem wurde er Mitglied der Fabian Society.
1906 wurde Mallon Sekretär der Nationalen Liga zur Durchsetzung eines Mindestlohnes (National League to Establish a Minimum Wage). Im selben Jahr zog er nach London, wo er im Nachbarschafts- und Siedlungszentrum Toynbee Hall zu arbeiten begann.
Während des Ersten Weltkriegs amtierte Mallon als Kommissar zur Wahrung des Arbeitsfriedens in der Industrie (Commissioner for Industrial Unrest). Nach dem Krieg wurde er Direktor von Tonybee Hall, ein Posten, den er fünfunddreißig Jahre lang, bis 1954, beibehielt. Daneben verfasste er Beiträge zu wirtschaftswissenschaftlichen Themen für Zeitungen.
Bei den britischen Unterhauswahlen der Jahre 1922 und 1923 kandidierte Mallon jeweils vergeblich für einen Sitz im britischen Parlament.
Ende der 1930er Jahre geriet Mallon in das Visier der Polizeiorgane des nationalsozialistischen Deutschlands, die ihn als wichtige Zielperson einstuften: Im Frühjahr 1940 setzte das Reichssicherheitshauptamt in Berlin ihn dann auf die Sonderfahndungsliste G.B., ein Verzeichnis von Personen, die im Falle einer erfolgreichen deutschen Invasion Großbritanniens durch die Sonderkommandos der SS-Einsatzgruppen mit besonderer Priorität ausfindig gemacht und verhaftet werden sollten.

## Schriften
- Industry and a Minimum Wage, 1950.